# José Echenique
José Echenique y Lagos (Salta, 9 de diciembre de 1840-posterior a 1901) fue un político argentino, gobernador de la provincia de Córdoba.

## Gobernación de Córdoba
La llegada de Echenique a la gobernación se produjo el mismo día de la destitución de Ambrosio Olmos. Había sido decano y catedrático de la Facultad de Derecho de la Universidad de Córdoba, y se desempeñó como diputado, presidiendo el cuerpo en 1901. 
Su gobierno se caracterizó por la continuidad de la administración de su antecesor, y por llegar al recambio de autoridades de 1889 preparando el terreno para la asunción a la primera magistratura provincial del hermano del presidente Miguel Juárez Celman, Marcos Nicanor Juárez.

### Córdoba en constante avance
Entre las medidas administrativas más importantes se encuentra la división del departamento Río Cuarto, el 14 de julio de 1888, en tres nuevas unidades. Una parte continuaría bajo la denominación original, mientras que las otras dos tomarían los nombres de departamento General Roca y departamento Juárez Celman. El 12 de noviembre se subdividió de norte a sur el departamento Unión. dando el sector oriental el nacimiento al departamento Marcos Juárez.
También en 1888 asumía como obispo de Córdoba fray Reginaldo Toro, llegaban las Hermanas del Buen Pastor, se creaba el cuerpo de bomberos a consecuencia de un incendio que consumió un galpón del Tranvía Argentino, y quedaba habilitado el servicio eléctrico público y domiciliario.

### Sucesión del mandato
A fines de 1888 se aproximaban los comicios para electores de gobernador y vice, para los que el Partido Autonomista Nacional propiciaban la fórmula Marcos N. Juárez-Eleázar Garzón.
En enero de 1889, el Colegio Electoral proclamó oficialmente al binomio Juárez-Garzón como gobernador y vice de la provincia. El traspaso del mando se produjo el 17 de mayo, quedando Córdoba otra vez en total sintonía con el gobierno nacional, ya que Marcos N. Juárez era hermano del presidente Miguel Juárez Celman.